# Вест-Спарта (Нью-Йорк)
Вест-Спарта (англ. West Sparta) — місто (англ. town) в США, в окрузі Лівінгстон штату Нью-Йорк. Населення — 1156 осіб (2020).

## Демографія
Згідно з переписом 2010 року, у місті мешкало 1255 осіб у 502 домогосподарствах у складі 350 родин. Було 565 помешкань
Расовий склад населення:
| - 94,7 % — білих - 0,8 % — чорних або афроамериканців - 0,6 % — азіатів - 0,4 % — корінних американців |

До двох чи більше рас належало 2,9 %. Частка іспаномовних становила 1,8 % від усіх жителів.
За віковим діапазоном населення розподілялося таким чином: 21,8 % — особи молодші 18 років, 64,1 % — особи у віці 18—64 років, 14,1 % — особи у віці 65 років та старші. Медіана віку мешканця становила 43,8 року. На 100 осіб жіночої статі у місті припадало 101,8 чоловіків;  на 100 жінок у віці від 18 років та старших — 100,4 чоловіків також старших 18 років.
Середній дохід на одне домашнє господарство  становив 62 273 долари США (медіана — 52 500), а середній дохід на одну сім'ю — 70 660 доларів (медіана — 63 264). Медіана доходів становила 42 344 долари для чоловіків та 35 368 доларів для жінок. За межею бідності перебувало 19,6 % осіб, у тому числі 41,7 % дітей у віці до 18 років та 9,0 % осіб у віці 65 років та старших.
Цивільне працевлаштоване населення становило 690 осіб. Основні галузі зайнятості: освіта, охорона здоров'я та соціальна допомога — 25,9 %, будівництво — 12,9 %, виробництво — 11,7 %.